# Abdulmalik Al-Jaber
 (juin 2025).
Abdulmalik Al-Jaber né le 7 janvier 2004 à Médine est un footballeur saoudien qui évolue au poste de milieu de terrain à Al-Nasr FC.

## Carrière

### En club
Il signe son premier contrat professionnel le 14 août 2023 avec le Željezničar Sarajevo qui joue en première division bosniaque. Il joue son premier match le 20 septembre suivant lors d'une défaite 3-0 sur la pelouse du Sloga Meridian. Le 27 avril 2024, il marque son premier but contre le NK GOŠK Gabela.
Le 2 juin 2025, il signe pour 4 ans à Al-Nasr FC.

### En sélection
Avec la sélection olympique, il participe à la coupe d'Asie en 2024 au Qatar. Il ne joue aucune minute et l'Arabie saoudite sort en quart de finale contre l'Ouzbékistan 2-0.  